# ANBV Guaicamacuto (GC-21)
El ANBV Guaicamacuto es un Buque de Vigilancia del Litoral (BVL) de la Armada de Venezuela, líder de su clase en construcción en los astilleros de Navantia en la localidad gaditana de San Fernando.
Recibe su nombre de Guaicamacuto, cacique indígena que se distinguió en la lucha contra los conquistadores españoles en el año 1558.

## Construcción y botadura
El primer corte de chapa para éste buque se realizó el 15 de diciembre de 2006, y se colocó el primer bloque sobre las gradas del astillero gaditano el 27 de noviembre de 2007.
El buque fue botado el 16 de octubre de 2008 coincidiendo con la pleamar amadrinado por María del Carmen La Riva de Quintana, esposa del comandante general de la Armada Venezolana. La representación oficial Venezolana estaba presidida por el almirante Pedro González Díaz.
A mediados de septiembre, realizó sus pruebas de mar en aguas de la bahía de Cádiz, en las que alcanzó una velocidad de 21,5 nudos. Fue entregado a la armada venezolana el 2 de marzo de 2010, y tras hacer escala en Santa Cruz de Tenerife, arribó al puerto venezolano de Turiamo el 1 de abril de 2010.

## Características y funciones del AB Guaicamacuto

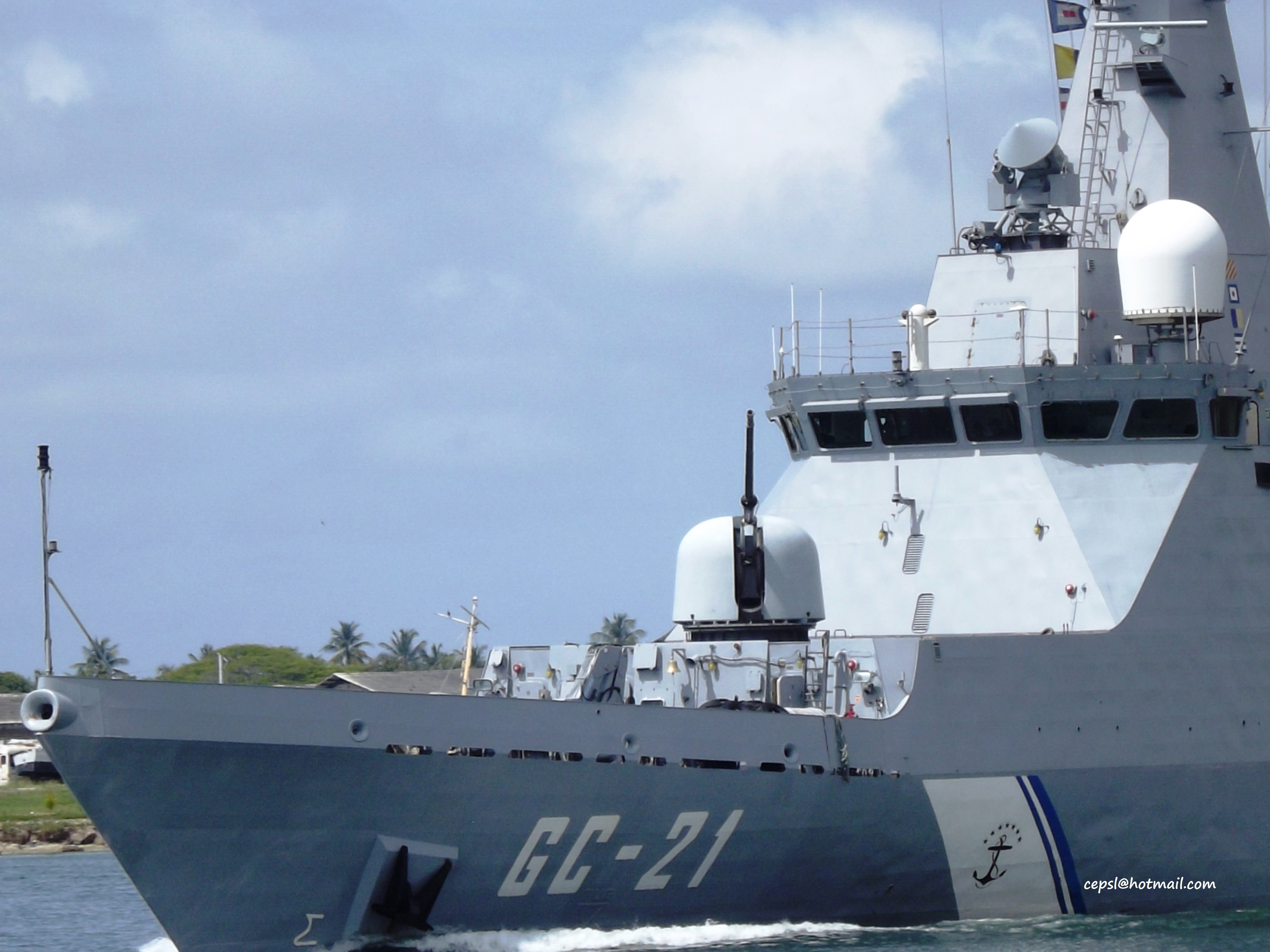
GC-21 Guaicamacuto

El casco y su superestructura están construidos en acero. Dispone de ESM radar y comunicaciones (COMINT); radar de vigilancia aérea/superficie (2D); IFF y Link Y. Cuenta además con una rampa en popa para una embarcación tipo RHIB, y dispone también de equipos de lucha contra los vertidos y sistema para lucha contra incendios.
El buque es un patrullero de altura especialmente diseñado entre otras misiones para la protección y vigilancia del litoral, protección del tráfico marítimo, asistencia a otros buques, lucha contra incendios, lucha contra la contaminación marina, transporte, misiones de búsqueda y salvamento.

## Unidades de la Clase Guaicamacuto
La Clase Guaicamacuto la compondrán los siguientes buques:
- ANBV Guaicamacuto (GC-21)
- ANBV Yavire (GC-22)
- ANBV Naiguatá (GC-23), hundido el lunes 30 de marzo de 2020.
- ANBV Comandante eterno Hugo Chávez (GC-24)

El GC-22 y el GC-23 se construyeron en el mismo astillero; el GC-24 está en construcción desde 2008 en astilleros venezolanos por personal venezolano en formación en el astillero de San Fernando.